# 187679 Folinsbee
187679 Folinsbee este un asteroid din centura principală de asteroizi.

## Descriere
187679 Folinsbee este un asteroid din centura principală de asteroizi. A fost descoperit pe 28 februarie 2008 la Mayhill de Andrew Lowe. Asteroidul prezintă o orbită caracterizată de o semiaxă mare de 2,43 ua, o excentricitate de 0,23 și o înclinație de 4,5° în raport cu ecliptica.